# Troller
Společnost Troller Veículos Especiais S/A (Troller) založil v roce 1995 podnikatel Rogério Farias. Název vozu je neoficiální portugalská adaptace skandinávského slova troll.

## Historie
První prototyp vozu byl postaven v dubnu 1996. V roce 1997 Troller koupil podnikatel Mário Araripe, který uzavřel partnerství s Rogériem Fariasem a zkonstruovali první benzinové T4s. Masová výroba vozidel byla zahájena v roce 1999, kdy byla postavena továrna.
V roce 2005 se v Angole otevřela výrobní továrna na vybudování modelu T4 pro africký trh.
V lednu 2007 společnost Ford oznámila nákup firmy Troller za nezveřejněnou cenu.
V roce 2014 model T4 prošel renovací.